# Freescha
Freescha es el nombre de una colaboración musical entre Nick Huntington y Michael McGroarty, localizado en el Valle de San Fernando. Huntington y McGroarty, amigos y compañeros desde que estaban en secundaria, lanzaron la mayor parte de su música bajo el sello discográfico AttackNine Records, del cual Huntington es uno de los dueños.
Freescha es simplemente el esfuerzo (grabado) por descubrir los sonidos que nos recuerdan que aún hay cosas y lugares como costas y colinas, y momentos que aún no han sido manipulados por el exceso de música industrial y su psicosis de marketing incesante..
Además de sus trabajos como dúo, Freescha coescribió "Buttons", junto a Sia, para el álbum Some People Have Real Problems de la cantante astraliana y produjo "Heaven on Earth", junto a Kara DioGuardi, para el quinto álbum de estudio de Britney Spears, Blackout.

## Discografía

### Álbumes
- 2007: Freeschaland
- 2006: Head warlock double stare
- 2003: What's come inside of you
- 2002: Slower than church music
- 2001: Kids fill the floor

### Sencillos
- 2000: "Pequod"
- 1999: "Bulb"

### EP
- 2004: Split EP con Casino Versus Japan (Wobblyhead Records)
- 2000: Freescha